# Elite: Dangerous
Elite: Dangerous è un videogioco fantascientifico di simulazione spaziale (con elementi sandbox) sviluppato da Frontier Developments e pubblicato il 16 dicembre 2014 su piattaforma Windows e, successivamente, anche per macOS X, Xbox One e PlayStation 4.
Quarto capitolo della serie di videogiochi Elite, è anche il primo capitolo della saga strutturato come un MMO; il primo episodio, intitolato semplicemente Elite, risale al 1984, seguito poi da Frontier: Elite II del 1993 e da Frontier: First Encounters (comunemente chiamato anche Elite III) del 1995. Dopo nove anni in cui l'azienda videoludica si è dedicata ad altri progetti, l'idea di tornare alla saga di Elite non ha suscitato particolare interesse tra gli investitori, motivo per il quale David Braben, fondatore e amministratore delegato della Frontier Developments, ha iniziato una campagna su Kickstarter per raccogliere fondi attraverso il crowdfunding. Il progetto ha riscosso un enorme successo, risultando tra i più finanziati dell'anno, raggiungendo e superando in breve tempo l'obiettivo prefissato. Le promesse della campagna sono state mantenute con grande puntualità: la versione beta del gioco è stata resa disponibile a partire da dicembre 2013, mentre la versione finale è stata pubblicata l'anno successivo. Grazie agli obiettivi secondari raggiunti dalla campagna di crowdfunding il gioco è stato programmato anche per altre piattaforme ed è stato reso compatibile con i visori di realtà virtuale, tra cui l'Oculus Rift.
Finora sono stati resi disponibili gratuitamente diversi aggiornamenti che hanno contribuito ad arricchire notevolmente l'esperienza di gioco, potenziando la modalità multigiocatore, aggiungendo la possibilità di giocare un ruolo più determinante nell'evoluzione politica della galassia e creando una sezione apposita per i combattimenti PvP. Il 15 dicembre 2015, Frontier Developments ha inoltre pubblicato la prima espansione a pagamento, denominata Elite: Dangerous Horizons, che permette ai piloti di atterrare sui pianeti con le proprie astronavi e di esplorarli tramite piccoli rover (SRV). L'espansione comprende anche numerosi altri aspetti che sono stati implementati gradualmente nel corso del 2016. In occasione del Frontier Expo 2017, è stata annunciata un'importante serie di aggiornamenti che arricchiranno e miglioreranno ulteriormente il gioco. La cosiddetta "Season Three" è stata chiamata Elite: Dangerous Beyond. A differenza della prima espansione, Beyond sarà completamente gratuita, a condizione di possedere la precedente Horizons.

## Modalità di gioco
Elite: Dangerous è ambientato nella Via Lattea esattamente 1286 anni nel futuro. La specie umana ha colonizzato una piccola porzione della galassia contenente migliaia di sistemi stellari. Nel corso degli anni si sono formate tre principali fazioni, politicamente in contrasto fra loro: l'Impero, la Federazione e l'Alleanza.
Il giocatore inizia la propria avventura a bordo di una navicella spaziale attraccata in una stazione orbitale, con l'irrisoria somma di 1.000 crediti. Da quel momento in poi l'intera galassia è a sua disposizione, potendo egli scegliere tra una quantità di possibilità per guadagnare crediti, costruirsi una posizione o tentare la scalata sociale. Sono disponibili missioni di vario tipo, dal commercio all'esecuzione di criminali galattici, dal contrabbando all'esplorazione delle aree più remote della zona civilizzata, ma il concetto principale del gioco rimane la totale libertà di azione all'interno dell'universo. Il giocatore non deve infatti seguire una storia prestabilita, ma ha la possibilità di spostarsi dove vuole e dedicarsi a qualsiasi attività, naturalmente tenendo presente che ogni azione ha una sua conseguenza nei rapporti con le fazioni, oltre a una variabile quantità di rischi.
La galassia di Elite: Dangerous è stata ricostruita rispettando il più possibile le attuali conoscenze astronomiche, per cui è possibile muoversi in una Via Lattea composta di oltre quattrocento miliardi di sistemi stellari, i quali possono contenere o meno ulteriori oggetti celesti, non esclusivamente limitati a pianeti e satelliti. Sono frequenti sistemi stellari multipli, stelle di neutroni, buchi neri e fasce di asteroidi, oltre alle spettacolari nebulose, meta di molti esploratori per via degli splendidi scenari che generano. La creazione di una simile quantità di corpi celesti ha richiesto un'elaborazione procedurale che, tuttavia, è stata strutturata in modo tale da riprodurre la posizione e le caratteristiche delle stelle più conosciute. Ad esempio, al centro della galassia è stato collocato il buco nero supermassiccio Sagittarius A*, visitabile dopo un lunghissimo viaggio, mentre in tempi più recenti è stato aggiunto il sistema stellare TRAPPIST-1, riprodotto fedelmente dopo l'annuncio della sua scoperta da parte della NASA. Moltissimi altri riferimenti a stelle reali sono presenti, tra cui Sirio (accuratamente riportata come stella binaria), Alpha Centauri, l'ammasso aperto delle Pleiadi e la loro nebulosa a riflessione, Aldebaran, Vega, Altair, Betelgeuse, Rigel, la Stella Polare. Tutti i corpi celesti seguono le proprie orbite, con conseguente rispetto dei cicli giorno/notte e delle posizioni relative nello spazio.
Ogni pilota (o commander, come viene chiamato nel gioco) può assumere uno o più ruoli per progredire e potenziare il proprio status. I principali sono: assassino, cacciatore di taglie, contrabbandiere, corriere, esploratore, trasportatore di passeggeri, mercante, mercenario, minatore, e pirata. Gli sviluppatori del gioco hanno fatto in modo che ciascun ruolo possa risultare remunerativo come gli altri, pur cambiando radicalmente lo stile di gioco e l'equipaggiamento necessario. L'introduzione di una modalità esclusivamente dedicata al PvP ha aggiunto un ulteriore ruolo in cui il giocatore può cimentarsi.
Man mano che un giocatore progredisce nei vari ruoli il suo grado aumenta nella corrispondente area della Federazione dei Piloti. Attualmente esistono quattro aree: combattimento, commercio, C.Q.C. ("Close Quarter Combat", la modalità PvP) ed esplorazione. Il nono e più alto grado è quello di élite, da cui è tratto il nome dell'intera saga. Il titolo del gioco nasce, invece, dall'accostamento tra il grado élite e il settimo grado di combattente: dangerous ("pericoloso").
I giocatori possono inoltre allearsi con una o più fazioni principali, scalando i vari gradi anche all'interno di esse (si tratta di gradi indipendenti da quelli della Federazione piloti). Per aumentare la propria reputazione con le fazioni si possono completare le loro missioni, commerciare con loro o eliminare gli avversari politici e i criminali. Salire di grado con una fazione comporta vari tipi di benefici, come speciali astronavi o la possibilità di accedere a particolari sistemi stellari altrimenti preclusi, tra cui anche il nostro sistema solare, che nel gioco è il quartier generale della Federazione.

## Espansioni e aggiornamenti
La prima versione di Elite:Dangerous è stata pubblicata il 16 dicembre 2014. Il gioco era completo e giocabile, ma carente sotto molti punti di vista, in particolare la componente multiplayer, cosa che, parlando di un MMO, ha generato diverse critiche. Da allora sono stati pubblicati numerosi aggiornamenti che hanno arricchito notevolmente l'esperienza di gioco. La prima patch, "Community goals" ha introdotto i cosiddetti "Obiettivi comunitari", enormi missioni che coinvolgono tutti i giocatori e che hanno importanti conseguenze in-game, ma il più determinante aggiornamento rilasciato prima dell'espansione è stato il modulo "Wings", dedicato al multiplayer che permette ai giocatori di formare piccole squadre. La patch "PowerPlay" introduce un complesso sistema di fazioni minori, incoraggiando i combattimenti tra giocatori, in preparazione della successiva "C.Q.C.", una nuova sezione separata del gioco (Close Quarter Combat) esclusivamente dedicata al PvP. In concomitanza di questa release, il gioco è stato reso disponibile su Xbox One. Il successivo aggiornamento, "Ships", si affianca alla prima vera espansione del gioco, denominata Elite: Dangerous Horizons, che consente ai piloti di atterrare sui pianeti privi di atmosfera ed aggiunge molte nuove componenti di gameplay, come l'utilizzo di nuovi veicoli di ricognizione al suolo (chiamati SRV) e nuovi insediamenti planetari. L'espansione è stata concepita per una pubblicazione graduale, durante il corso dell'anno, motivo per il quale spesso ci si riferisce ad essa con l'espressione "Season Two" (seconda stagione).
Il successivo aggiornamento "The Engineers" introduce alcuni speciali personaggi in grado di effettuare modifiche e miglioramenti alle astronavi, mentre la patch "The Guardians" abilita le missioni di trasporto passeggeri ed aggiunge la possibilità di montare un hangar speciale all'interno delle navi più grandi dal quale lanciare piccoli caccia pilotati da NPC reclutabili nelle stazioni spaziali. Una delle features più richieste viene implementata nell'aggiornamento "The Commanders", che consente di creare il proprio avatar ed implementa la modalità "multicrew", in cui fino a tre giocatori possono collaborare a bordo della stessa nave. In concomitanza con l'uscita dell'ulteriore aggiornamento 2.3.10, il 26 giugno 2017, il gioco viene pubblicato per PlayStation 4.
L'aggiornamento "The Return" è dedicato interamente al "ritorno" della specie aliena chiamata Thargoid, con la quale l'umanità aveva già combattuto secoli prima. Gli alieni si sono dimostrati estremamente pericolosi, sebbene la loro ostilità sembri scatenarsi solo in situazioni specifiche. Come annunciato dalla Frontier Development, l'interazione con i Thargoid verrà sviluppata nel tempo, rivelando nuovi contenuti gradualmente.
Durante il convegno FX17 (Frontier Expo 2017), svoltosi a Londra il 7 ottobre 2017, Frontier Development ha annunciato numerose novità per il futuro di Elite:Dangerous. La cosiddetta "Season Three" (terza stagione), denominata Elite: Dangerous Beyond, vedrà un grande aggiornamento durante il primo quadrimestre del 2018, due aggiunte minori nei successivi due quadrimestri ed un altro aggiornamento importante nell'ultimo quadrimestre. Beyond non sarà a pagamento, ma richiederà l'installazione di Horizons. Sono state annunciate molte nuove caratteristiche, tra cui un nuovo design notevolmente migliorato per i pianeti, la possibilità di atterrare su corpi celesti ghiacciati, nuove astronavi, un imponente sistema di organizzazione per grandi gruppi di giocatori (attualmente denominato "Squadrons", paragonabile ad un sistema di gilde), nuove modalità di gioco per i minatori e molto altro. L'aspetto più atteso dalla comunità dei giocatori è la rivisitazione delle meccaniche basilari del gioco, promessa dalla Frontier Develompent alcuni mesi prima.

## Accoglienza
Elite: Dangerous ha riscosso fin da subito un successo commerciale superiore alle aspettative. Alla fine di aprile 2015 erano state vendute oltre 500 000 copie. Il 14 gennaio 2016 Frontier Development ha annunciato, tramite il sito ufficiale, che Elite: Dangerous ha venduto oltre 1 400 000 copie, contando le versioni per PC e Xbox. All'inizio dell'anno 2017, le copie vendute hanno superato i 2 000 000.
Nonostante i numeri, tuttavia, le recensioni dei giocatori si sono rivelate contrastanti. Da un lato, le critiche sono state entusiaste, con particolare enfasi sulla straordinaria libertà di azione nell'universo e sulla spettacolarità dell'audio e della grafica; sul fronte opposto, invece, si sono schierati coloro che trovano il gioco privo di un reale scopo, caratterizzato da tempi di attesa estenuanti (a volte sono necessarie decine di minuti per raggiungere una stazione orbitale) e da una curva di apprendimento troppo ripida.
Gli esperti del settore, nelle varie recensioni, hanno espresso pareri prevalentemente positivi, ma ricordando a chiunque volesse provare il gioco di tenere presente la natura stessa del gameplay, strutturato come una vera e propria simulazione.